# Alive, More Than Ever
Az Alive, more than ever Lee Perry és a The Whitebellly Rats 2006-os közös lemeze.

## Számok
1. Greetings
2. Fight To The Finish
3. Secret Laboratory
4. Inspector Gadget
5. Rastafari
6. Panic In Babylon
7. Waap You Waa
8. Perry's Ballad
9. I'm A Psychiatrist
10. Voodoo
11. Roast Fish & Cornbread
12. Purity Rock
13. Chase The Devil
14. Baby Krishna